# Simplicidens
Simplicidens là một chi rêu trong họ Fissidentaceae.